# Bułgarski Kościół Prawosławny

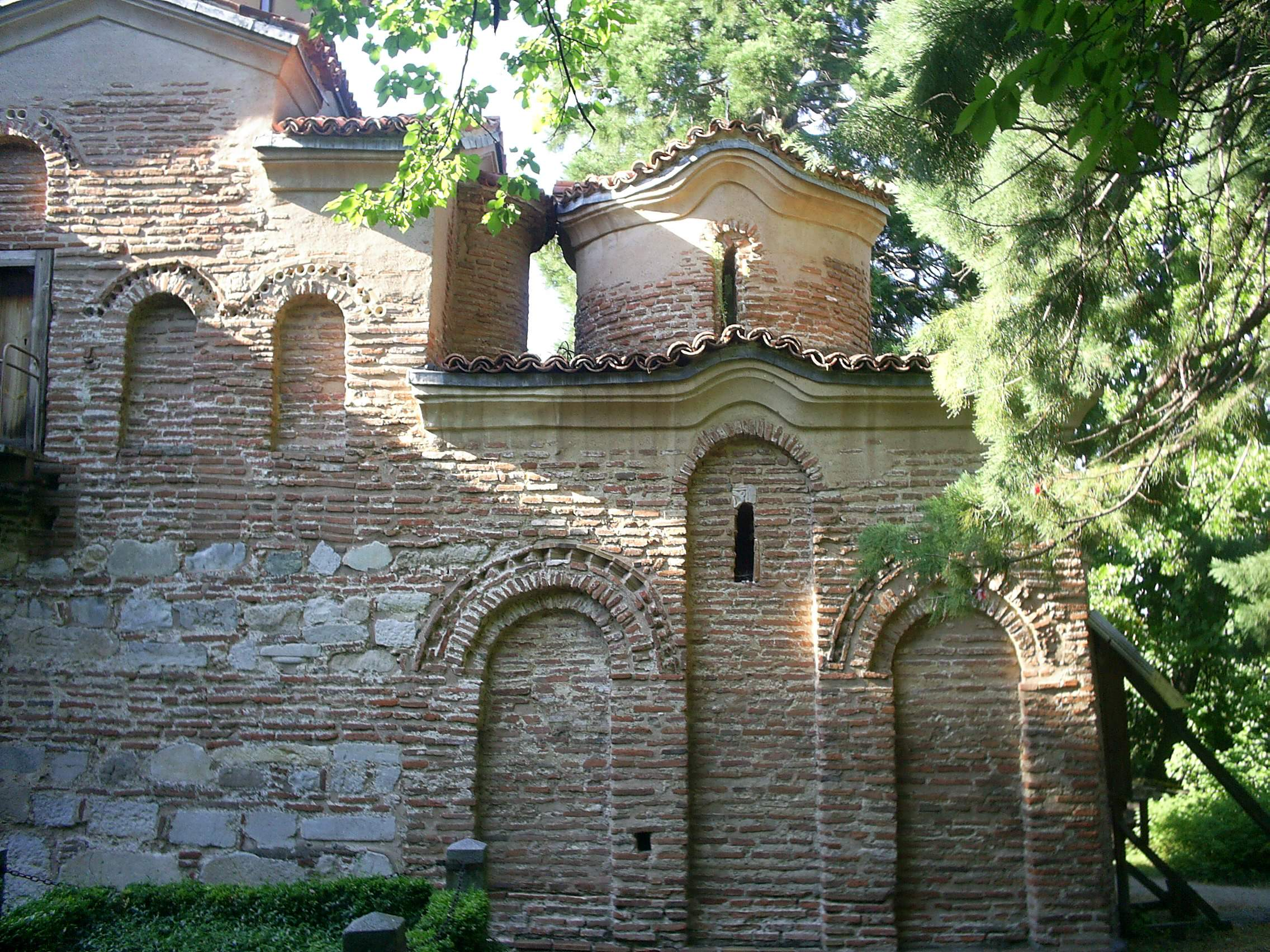
Cerkiew Bojańska w Sofii

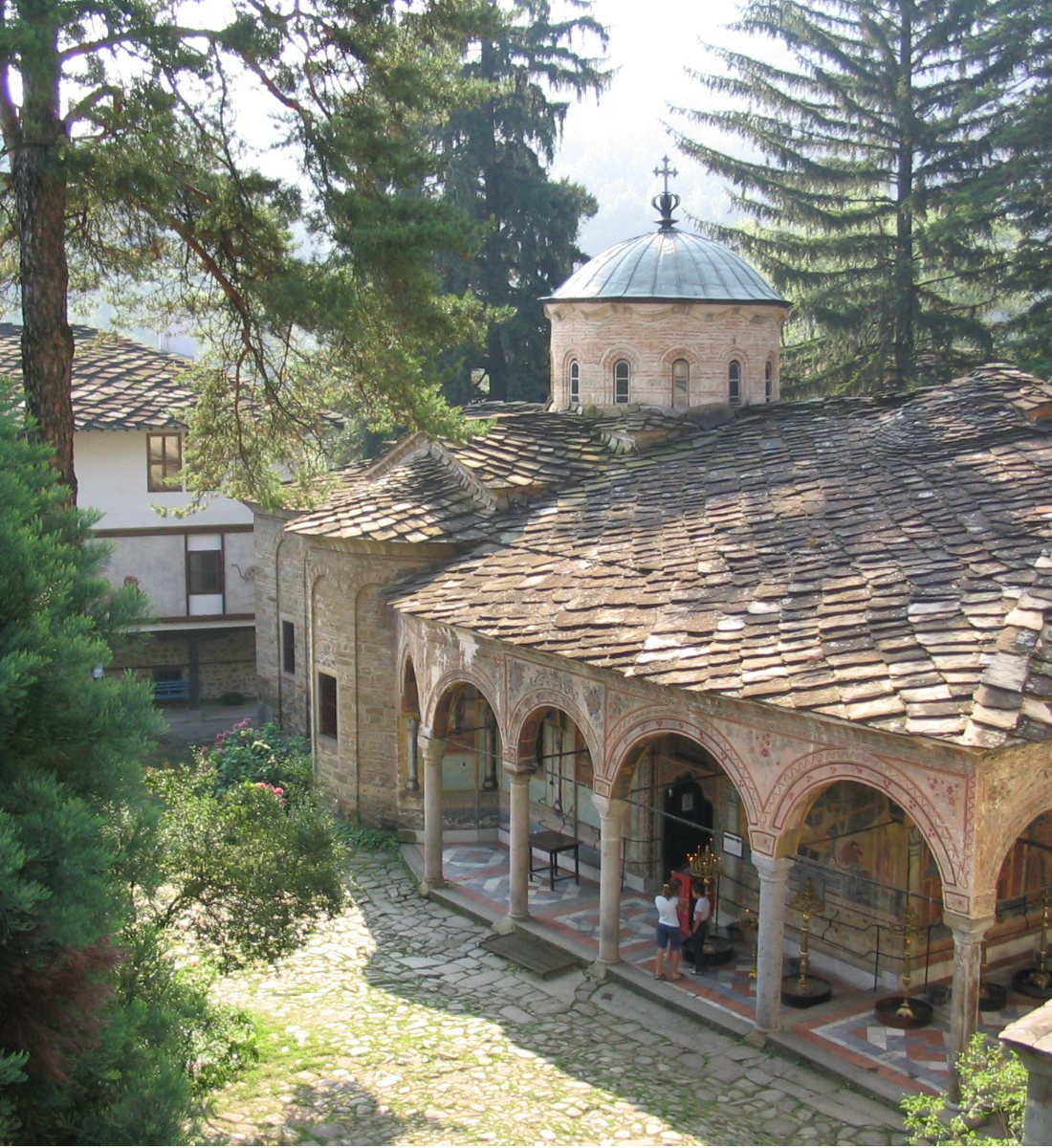
Monaster Trojański, jedno z najważniejszych bułgarskich sanktuariów prawosławnych

Bułgarski Kościół Prawosławny, także Patriarchat Bułgarski – jeden z autokefalicznych Kościołów prawosławnych. 
Funkcję katedry patriarchalnej pełni sobór św. Aleksandra Newskiego w Sofii. Językiem liturgicznym Kościoła jest cerkiewnosłowiański, przy wykorzystaniu współczesnego języka bułgarskiego w czytaniach Ewangelii; język bułgarski jest również dopuszczalny w pozostałych częściach nabożeństw i ma stopniowo zostać przyjęty w całym Kościele.
Za początek funkcjonowania Kościoła przyjmuje się chrzest Bułgarii w 866, gdy powołane zostało zależne od Konstantynopola arcybiskupstwo o uprawnieniach Kościoła autonomicznego. W 919 sobór biskupów bułgarskich ogłosił autokefalię swojego Kościoła oraz nadanie mu rangi patriarchatu z siedzibą w Presławiu. W 979 cesarz Jan I Tzimiskes podbił wschodnią Bułgarię, podporządkowując równocześnie Patriarchatowi Konstantynopolitańskiemu położone na jej obszarze struktury kościelne. Autokefalię zachowały struktury w Bułgarii zachodniej. W 1018 Bazyli II Bułgarobójca ostatecznie podbił ziemie bułgarskie, zaś w 1020 doprowadził do likwidacji patriarchatu. Autokefaliczny Kościół bułgarski powstał ponownie po sukcesach powstania Teodora i Asena w 1187. Po podboju ziem bułgarskich przez Turków chrześcijanie zostali na tym terenie poddani prześladowaniom, zaś Bułgarski Kościół Prawosławny stracił autokefalię i ponownie został podporządkowany patriarsze Konstantynopola. Całe wyższe duchowieństwo na ziemiach bułgarskich było do końca XIX w. pochodzenia greckiego i prowadziło ich hellenizację. Walka o autokefaliczny Kościół bułgarski stanowiła istotny postulat bułgarskiego ruchu narodowego w XIX w., zaś prawosławny mnich Paisjusz Chilendarski, autor Słowianobułgarskiej historii, uważany jest za jego prekursora. W 1870 sułtan turecki ogłosił powstanie autonomicznego Egzarchatu Bułgarskiego, który w 1872, po zakończonych fiaskiem negocjacjach z patriarchą Konstantynopola, jednostronnie zadeklarował autokefalię i został ogłoszony schizmatyckim. Do ponownego uznania Bułgarskiego Kościoła Prawosławnego za kanoniczny doszło w 1945, zaś do restauracji patriarchatu – w 1953.
Według danych z 1995 Bułgarski Kościół Prawosławny liczył 8 mln wiernych. Prowadził 3200 parafii obsługiwane przez ok. 2300 duchownych oraz 123 monastery zamieszkiwane przez 500 mnichów i mniszek. Kandydaci na duchownych Kościoła kształcą się w dwóch seminariach duchownych oraz dwóch akademiach teologicznych. Według statystyk CIA The World Factbook na 2006 Bułgarski Kościół Prawosławny jest największym związkiem wyznaniowym w Bułgarii i przynależy do niego 82,6% populacji.

## Historia

### Korzenie
Według tradycji Cerkwi pierwszymi misjonarzami chrześcijańskimi na ziemiach bułgarskich byli apostoł Andrzej oraz św. Paweł. Po wydaniu edyktu mediolańskiego na obszarze tym utworzona została sieć gmin chrześcijańskich zrzeszonych w metropoliach kościelnych. Między IV a VI stuleciem na obszarze dzisiejszej Bułgarii działalność misyjną prowadzili przedstawiciele Patriarchatu Konstantynopolitańskiego.

### IX–XIV w.
Za początek funkcjonowania Bułgarskiego Kościoła Prawosławnego uważa się przyjęcie chrztu z Bizancjum przez chana Borysa I Michała w 866. Cesarz Bizancjum oraz patriarcha konstantynopolitański Focjusz nie zgadzali się jednak na powołanie do życia Patriarchatu Bułgarskiego. Borys wysłał wówczas posłów do krajów zachodnioeuropejskich, informując o chrzcie i deklarując chęć współpracy kościelnej z Rzymem. W odpowiedzi papież Mikołaj I skierował do Bułgarii duchownych, którzy zaczęli organizować na jej terytorium struktury Kościoła łacińskiego. Walkę patriarchatu i papiestwa o dominację nad chrześcijaństwem bułgarskim zakończyło porozumieniem Borysa I z patriarchą zawarte w 870. Borys I zrezygnował wówczas z żądań utworzenia własnego patriarchatu, zadowalając się powstaniem Kościoła autonomicznego kierowanego przez arcybiskupa podległego synodowi Patriarchatu Konstantynopolitańskiego. Pierwszym zwierzchnikiem Kościoła został arcybiskup Józef. Duchowieństwo Kościoła składało się w przeważającej większości z Greków, posługujących się językiem greckim w liturgii. Jedynie część z nich, naśladując wzór misji cyrylometodiańskiej, używała języka słowiańskiego w kontaktach z ludnością. Po 886 uczniowie Metodego, wypędzeni z Moraw, zostali przyjęci w Bułgarii, przywożąc ze sobą księgi liturgiczne w języku staro-cerkiewno-słowiańskim i głagolicy. Uczniowie Metodego Klemens i Naum nie mogli objąć najbardziej prestiżowych bułgarskich katedr biskupich w Presławiu i Plisce, gdyż były już one zajmowane przez Greków. Podjęli oni wówczas swoją działalność w Macedonii Północnej, przyczyniając się do powstania ochrydzkiej szkoły piśmienniczej. Do 894 w Kościele bułgarskim język słowiański stał się obowiązującym.
Za panowania Symeona I Bułgaria stała się militarną i polityczną potęgą. W 919 sobór biskupów bułgarskich ogłosił autokefalię swojego Kościoła oraz nadanie mu rangi patriarchatu z siedzibą w Presławiu. Pierwszym zwierzchnikiem patriarchatu ogłoszono Leoncjusza. Konstantynopol uznał kanoniczność Kościoła bułgarskiego za panowania następcy Symeona – Piotra.
W 979 cesarz Jan I Tzimiskes podbił wschodnią Bułgarię, podporządkowując równocześnie Patriarchatowi Konstantynopolitańskiemu położone na jej obszarze struktury kościelne. Autokefalię zachowały struktury w Bułgarii zachodniej (siedzibą patriarchy stała się Triadica). W 1018 Bazyli II Bułgarobójca ostatecznie podbił ziemie bułgarskie, zaś w 1020 doprowadził do likwidacji patriarchatu. Pozwolił jednak na zachowanie przez Kościół bułgarski statusu autonomicznego, zajmowanie katedr biskupich przez Słowian oraz posługiwanie się liturgią w języku starocerkiewnosłowiańskim. Polityki Bazylego II nie kontynuowali jego następcy. Po śmierci biskupa Debaru Iwana jego następcą został, na mocy decyzji cesarza Michała IV, duchowny grecki, Leon z Paflagonii. Duchowieństwo słowiańskie było usuwane z godności w hierarchii kościelnej, tępiono liturgię słowiańską oraz hellenizowano zamieszkane przez słowiańskich mnichów monastery.
Autokefaliczny Kościół bułgarski powstał ponownie po sukcesach powstania Teodora i Asena w 1187. Z powodów politycznych (dążenie do uzyskania poparcia papiestwa w konflikcie z Węgrami oraz w wojnach z Bizancjum) car Kałojan nawiązał rozmowy z papieżem Innocentym III, w rezultacie których został w 1204 koronowany na króla, zaś metropolita tyrnowski Bazyli otrzymał tytuł prymasa Bułgarii i Włachii, podległego papieżowi. W myśl porozumienia Kałojana z Innocentym III unia kościelna nie miała oznaczać rezygnacji z liturgii słowiańskiej. Jednak jeszcze w tym samym roku, z powodu zmian w sytuacji politycznej w regionie oraz niespełnionych żądań nadania Kałojanowi tytułu cesarza, porozumienie z Rzymem zostało zerwane, zaś popierający je Bazyli opuścił Bułgarię. Nominalnie podległość Kościoła bułgarskiego wobec Rzymu trwała do 1235, kiedy to została ona ostatecznie zerwana. W tym samym roku Patriarchat Konstantynopolitański ponownie zaakceptował autokefalię Kościoła bułgarskiego i jego status patriarchatu. Siedzibą patriarchy było Tyrnowo.

### Pod panowaniem tureckim
W 1396 zakończył się turecki podbój Bułgarii. Fundamentem ideologii państwa tureckiego był islam. Ludność chrześcijańską Bułgarii poddawano dyskryminacji, wyjmując ją spod opieki prawa. Turcy zniszczyli również szereg cerkwi bułgarskich, znaczną liczbę pozostałych zaadaptowali na meczety. Po ustabilizowaniu się panowania Turków na terytorium Bułgarii prześladowania, typowe dla okresu jej podboju, złagodniały. Bułgarski Kościół Prawosławny stracił jednak autokefalię i ponownie został podporządkowany patriarsze Konstantynopola. Hierarcha pełniący ten urząd każdorazowo zakupywał u sułtana swoją godność i pozyskiwał środki na spłatę należności poprzez sprzedawanie katedr biskupich Grekom. Całe wyższe duchowieństwo na ziemiach bułgarskich było zatem pochodzenia greckiego. Duchowni greccy prowadzili hellenizację ziem bułgarskich, wprowadzając do liturgii prawosławnej oraz użytku urzędowego w Kościele język grecki, zamykając szkoły bułgarskie i niszcząc zabytki piśmiennictwa starobułgarskiego.

#### Bułgarskie odrodzenie narodowe

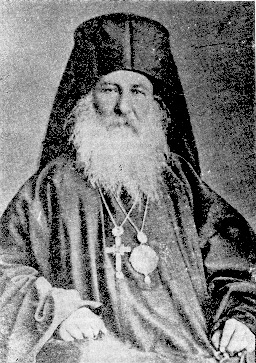
Iłarion Makariopolski

Przełom XVIII i XIX w. uważa się za początek bułgarskiego odrodzenia narodowego, w którym jednym z postulatów było odrodzenie autokefalicznego Kościoła prawosławnego. Za prekursora tego ruchu uważany jest mnich Paisjusz Chilendarski, autor Słowianobułgarskiej historii, oraz jego uczeń biskup Sofroniusz. Ruch na rzecz ponownego utworzenia Bułgarskiego Kościoła Prawosławnego wzrósł w siłę po powstaniu królestwa greckiego w 1830. Zamożne warstwy społeczeństwa Bułgarii wystąpiły wówczas przeciwko greckim hierarchom na katedrach w Bułgarii, narzucającym Bułgarom język i obyczaje liturgiczne greckie, jak również eksploatującym wiernych, ściągając z nich środki finansowe, które z kolei musiały być przekazywane władzom w zamian za zachowanie patriarchatu. Jedynie poparcie patriarchy Konstantynopola oraz władz tureckich pozwalało Grekom utrzymać się na powierzonych im biskupstwach. Po 1839 i ogłoszeniu przez sułtana „ery reform i praworządności”, ruch ten jeszcze się nasilił; na jego czele stanęli hieromnisi Hilarion (Michajłowski) oraz Neofit (Bozweli), który w 1845 wystosował do sułtana memorandum dotyczące autokefalii Kościoła Bułgarskiego. W tym samym roku został jednak uwięziony z polecenie patriarchy Konstantynopola i resztę życia spełnił w odosobnieniu. Mimo tego w 1847, z inicjatywy pozostających na wolności działaczy, w Stambule powstała etnicznie bułgarska gmina prawosławna, wydająca od roku następnego pismo Wiadomości Carogrodzkie, współfinansowane przez Rosję i głoszące hasło walki o autokefaliczną Cerkiew bułgarską.
W 1856 akt sułtański przyrzekający pełną wolność wyznania przyczynił się do radykalizacji ruchu bułgarskiego i podziału w nim. Stronnictwo „starych”, wywodzące się z zamożnego mieszczaństwa, opowiadało się za rozwiązaniem problemów Kościoła poprzez rozmowy z Patriarchatem Konstantynopolitańskim, podczas gdy „młodzi”, reprezentujący inteligencję, drobne mieszczaństwo i chłopstwo domagali się jednostronnego ogłoszenia autokefalii. W 1858 zebrał się synod Patriarchatu Konstantynopolitańskiego, który miał podjąć ostateczne decyzje w kwestii bułgarskiej i w którym wzięła udział delegacja sformowana przez „starych”. Jednak jej umiarkowany program reform nie został przyjęty, co z kolei skłoniło „młodych” do siłowego usuwania z katedr w Bułgarii hierarchów pochodzenia greckiego. W 1860 hieromnich Hilarion, przywódca ruchu, w odprawianych nabożeństwach zaprzestał wymieniania imienia patriarchy Konstantynopola, co oznaczało symboliczne odrzucenie jego zwierzchnictwa. Władze tureckie, sprzyjając konfliktowi między Grekami i Bułgarami, nie podjęły działań pojednawczych. Poparły natomiast projekt organizacji w Bułgarii katolickiego Kościoła unickiego, do czego skłaniał się również hieromnich Hilarion, Francja oraz polska emigracja w Turcji. Ruch unicki upadł z powodu zdecydowanego sprzeciwu „młodych” oraz działalności ambasady rosyjskiej w Stambule, opowiadającej się za autokefalią Bułgarskiego Kościoła Prawosławnego. Nalegania posła rosyjskiego Nikołaja Ignatiewa oraz wzrost niezadowolenia społecznego wśród Bułgarów doprowadziły sułtana do wydania w 1870 fermanu powołującego Egzarchat Bułgarski. W skład synodu Egzarchatu weszło 35 biskupów bułgarskich, którzy w roku następnym opracowali jego statut. Negocjacje w sprawie jego uznania z patriarchą Konstantynopola zakończyły się fiaskiem; ostatecznie „młodzi” wymusili na hierarchii bułgarskiej wypowiedzenie posłuszeństwa patriarsze. Rząd turecki zatwierdził statut Egzarchatu. Był on jednak formalnie traktowany jako niekanoniczny. Patriarchat Konstantynopolitański oskarżył Bułgarów o uleganie etnofiletyzmowi i tym samym dopuszczenie się herezji.
Pierwszym egzarchą Bułgarii został metropolita widyński Antym (Czałykow).
Marek Ławreszuk uważa konflikt między hierarchią cerkiewną grecką i bułgarską za przejaw rywalizacji idei „Wielkiej Grecji” i „Wielkiej Bułgarii”. Ocenia on, że Egzarchat Bułgarski został słusznie uznany za niekanoniczny,  okoliczności jego powstania za niezgodne z procedurami przewidywanymi przez prawo kościelne. Zaznacza jednak, iż zarzut etnofiletyzmu może być zastosowany również do wcześniejszej działalności Greków na ziemiach bułgarskich, zaś Bułgarzy spełniali wstępne warunki umożliwiające powołanie autokefalicznego Kościoła prawosławnego. Uznaje również, iż spór bułgarsko-grecki, również w kwestiach dotyczących organizacji Kościoła, miał charakter czysto świecki i polityczny.
Po odzyskaniu przez Bułgarię niepodległości prawosławie określone zostało w konstytucji kraju jako religia dominująca. W czasie krótkich rządów księcia Aleksandra I Battenberga do konfliktów między Kościołem bułgarskim a władza świecką nie dochodziło. Napięte relacje panowały natomiast między Bułgarskim Kościołem Prawosławnym a następcą Aleksandra, Ferdynandem I, niebędącym wyznawcą prawosławia, oraz rządem Stefana Stambołowa (1887–1894). Po odsunięciu Stambołowa, w 1896, król pogodził się z Cerkwią, czego wyrazem było uroczyste przyjęcie prawosławia przez następcę tronu, przyszłego cara Borysa III.

### XX–XXI wiek
Przed wybuchem wojen bałkańskich w 1912 Egzarchat Bułgarski liczył siedem metropolii na terytorium Bułgarii, osiem w Macedonii (zarządzanych przez egzarchów) oraz jedną w Adrianopolu. Jego struktury liczyły łącznie 3587 świątyń parafialnych, 177 monasterów oraz 2302 duchownych. Wskutek strat terytorialnych Bułgarii poniesionych w wojnach bałkańskich znacznemu okrojeniu uległo również terytorium Kościoła, który stracił również swoje zamiejscowe placówki duszpasterskie w Turcji. Od momentu wyzwolenia Bułgarii spod okupacji tureckiej znacząco spadało również znaczenie Kościoła w życiu społecznym, na co wpływ miał fakt, iż kler bułgarski rzadko legitymował się średnim i wyższym wykształceniem.
W 1915 zmarł egzarcha Bułgarii Józef; przez kolejne trzydzieści lat Kościół nie posiadał zwierzchnika i był kolektywnie zarządzany przez Synod Biskupów.

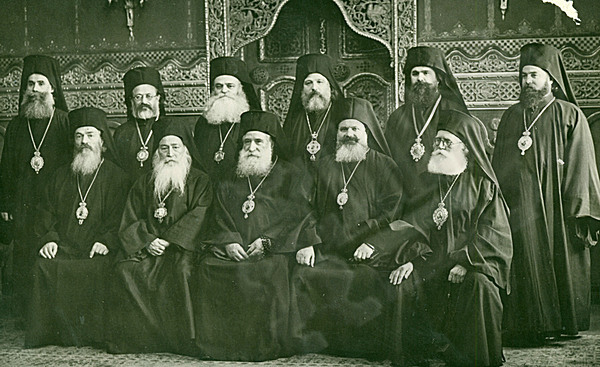
Bułgarscy biskupi prawosławni w 1937 r.

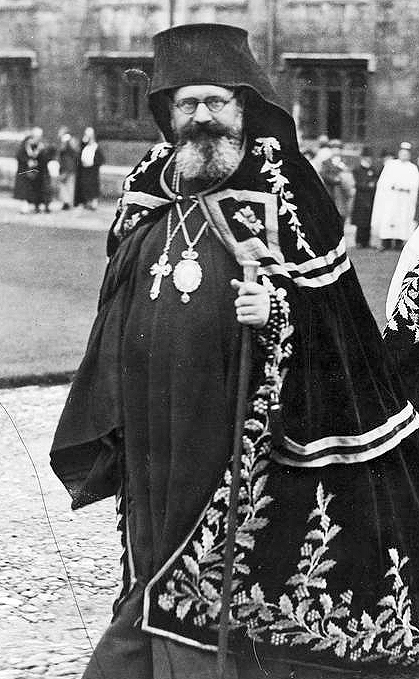
Metropolita sofijski Stefan za swoją rolę w uratowaniu bułgarskich Żydów przed wywiezieniem do obozów zagłady został pośmiertnie ogłoszony Sprawiedliwym wśród Narodów Świata

W czasie II wojny światowej Bułgarski Kościół Prawosławny przyczynił się do powstrzymania propagandy antysemickiej w Bułgarii i tym samym do powstrzymania zagłady Żydów bułgarskich. Szczególnie aktywnie występował przeciwko nazizmowi metropolita sofijski Stefan.
Po przejęciu władzy w Bułgarii przez komunistów w kraju doszło do prześladowań Bułgarskiego Kościoła Prawosławnego. Egzarchę Stefana zmuszono do rezygnacji z urzędu, Kościół znalazł się pod całkowitą kontrolą organów państwowych. Do upadku komunizmu w Europie Wschodniej hierarchia Cerkwi Bułgarskiej zachowywała całkowitą lojalność wobec władz, wielokrotnie chwaląc w swoich wystąpieniach działalność poszczególnych działaczy partyjnych.
22 lutego 1945, z inicjatywy Patriarchatu Moskiewskiego, patriarcha Konstantynopola wycofał anatemę rzuconą w 1872 na Egzarchat Bułgarski, zgodził się także na nadanie mu statusu autokefalicznej metropolii. W 1952 w Sofii miał miejsce synod, który podniósł metropolię do rangi patriarchatu i wybrał jego zwierzchnikiem metropolitę Płowdiw Cyryla (Konstantinowa). Po jego śmierci w 1971 urząd patriarchy Bułgarii objął Maksym (Minkow). W 1971 Bułgarski Kościół Prawosławny posiadał 11 metropolii oraz struktury zamiejscowe w Stanach Zjednoczonych, Kanadzie i Australii, zorganizowane na potrzeby bułgarskiej diaspory.
W 1992 sześciu biskupów Kościoła na czele z metropolitą newrokopskim Pimenem (Enewem) wypowiedziało Maksymowi posłuszeństwo, uznając również jego wybór z 1971 za niekanoniczny, gdyż sobór elekcyjny był w pełni kontrolowany przez władze Bułgarskiej Republiki Ludowej. Powstał wówczas niekanoniczny Bułgarski Kościół Prawosławny (Synod alternatywny), który do 1996 posiadał poparcie świeckich władz Bułgarii. Rywalizacja między zwolennikami Maksyma i Pimena o kontrolę nad poszczególnymi monasterami i parafiami trwała przez kilka lat. W 1998 sytuacja w Bułgarii była przedmiotem obrad soboru zwierzchników autokefalicznych Kościołów prawosławnych, który skłonił biskupów Synodu alternatywnego do złożenia publicznego aktu pokuty, który został przyjęty. Duchowni ci jednak ponownie wypowiedzieli patriarsze posłuszeństwo.
W 2012 komisja badająca archiwa tajnych służb komunistycznej Bułgarii poinformowała, że z piętnastu hierarchów wchodzących w skład Świętego Synodu Kościoła jedenastu było agentami KDS.
Patriarcha Maksym zmarł w 2012. W grudniu locum tenens Patriarchatu został metropolita warneński i wielkopresławski Cyryl. 24 lutego 2013 wybrano nowego patriarchę – dotychczasowego metropolitę ruseńskiego Neofita, który sprawował urząd do śmierci w 2024 r.

## Patriarcha Bułgarii

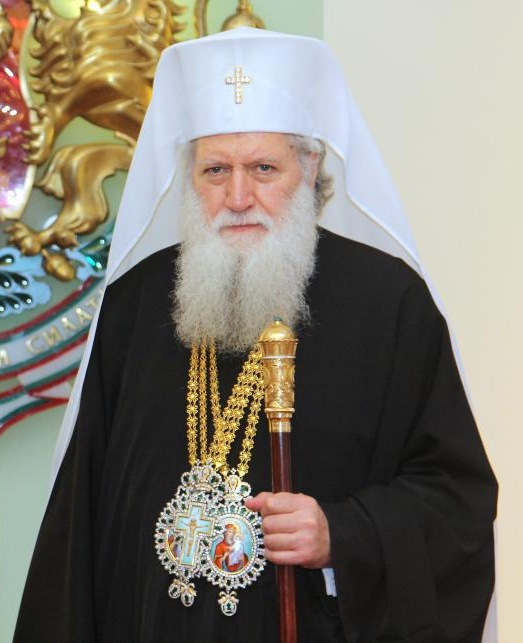
Neofit, Patriarcha Bułgarii w latach 2013–2024

## Struktura administracyjna

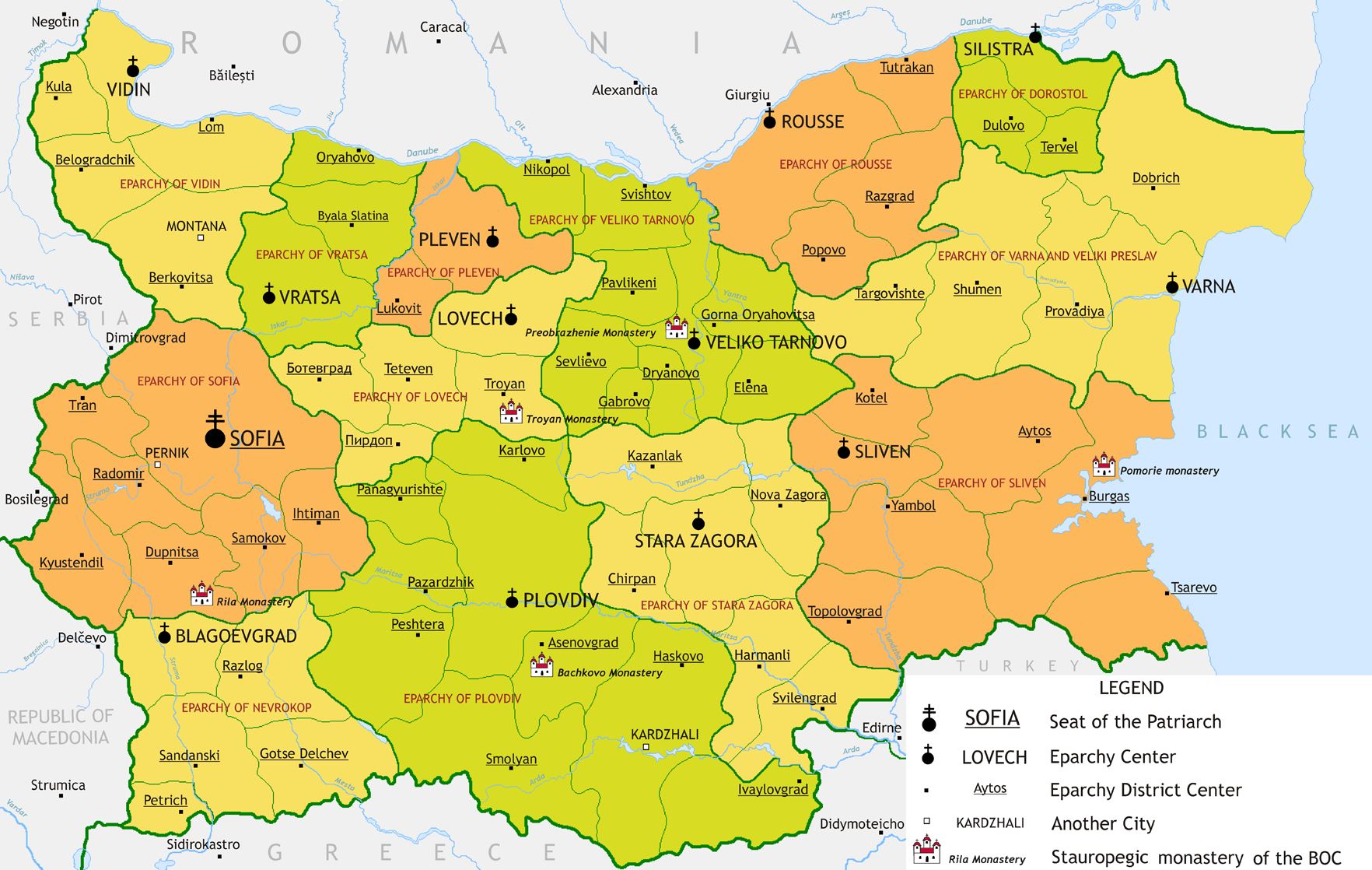
Mapa podziału administracyjnego Kościoła

Bułgarski Kościół Prawosławny podzielony jest na trzynaście eparchii na terytorium Bułgarii oraz dwie zamiejscowe (wszystkie o statusie metropolii). Są to:
- Metropolia sofijska, zwierzchnik: vacat
- Metropolia warneńska i wielkopresławska, zwierzchnik: metropolita Jan (Iwanow)
- Metropolia wielkotyrnowska, zwierzchnik: metropolita Grzegorz (Stefanow)
- Metropolia widyńska, zwierzchnik: metropolita Daniel (Nikołow)
- Metropolia wraczańska, zwierzchnik: metropolita Grzegorz (Cwetkow)
- Metropolia dorostolska, zwierzchnik: metropolita Jakub (Donczew)
- Metropolia łowecka, zwierzchnik: metropolita Gabriel (Dinew)
- Metropolia newrokopska, zwierzchnik: metropolita Serafin (Dinkow)
- Metropolia pleweńska, zwierzchnik: metropolita Ignacy (Dimow)
- Metropolia płowdiwska, zwierzchnik: metropolita Mikołaj (Sewastijanow)
- Metropolia ruseńska, zwierzchnik: metropolita Naum (Dimitrow)
- Metropolia sliweńska, zwierzchnik: vacat
- Metropolia starozagorska, zwierzchnik: metropolita Cyprian (Kazandżiew)
- Metropolia Stanów Zjednoczonych, Kanady i Australii, zwierzchnik: metropolita Józef (Bosakow)
- Metropolia zachodniej i środkowej Europy, zwierzchnik: metropolita Antoni (Michalew)

## Statystyki
Według danych z 1995 Bułgarski Kościół Prawosławny liczył 8 mln wiernych. Prowadził 3200 parafii obsługiwanych przez ok. 2300 duchownych oraz 123 monastery zamieszkiwane przez 500 mnichów i mniszek. Kandydaci na duchownych Kościoła kształcą się w dwóch seminariach duchownych oraz dwóch akademiach teologicznych. Bułgarski Kościół Prawosławny nie otrzymuje subwencji państwowych, konstytucja Bułgarii jedynie symbolicznie wskazuje jego rolę w historii kraju.
W parafiach i monasterach Bułgarskiego Kościoła Prawosławnego obowiązuje kalendarz nowojuliański, został on wprowadzony w 1968. Jedynie 20 parafii i dwa monastery zachowują tradycyjny kalendarz juliański. W 2012 Synod Kościoła zapowiedział wprowadzenie kalendarza nowojuliańskiego we wszystkich placówkach duszpasterskich.